# Philippe Dubois (compositeur)
Pour les articles homonymes, voir Philippe Dubois et Dubois.
Philippe Dubois est un compositeur franco-flamand né vers 1575. Philippe Dubois fit partie du contingent de jeunes choraux recrutés en la Collégiale Saint-Vincent de Soignies par Nicaise Houssart, en 1586, en vue d'être affectés au service de la chapelle musicale de Philippe II d'Espagne à Madrid, la Capilla Flamenca (Chapelle flamande). Il fut l'élève de Philippe Rogier.
Philippe Dubois est décédé à Madrid en décembre 1610